# Eponim
Eponimi (grško eponymon = ime boga ali junaka, po katerem se nekaj imenuje) leksemi so nastali s povzemanjem imen. To so torej apelativi (splošna imena) izvedena iz osebnih imen. Eponimi se pišejo z malo začetnico, in so najpogosteje imena izumov ali odkritij poimenovanih po zaslužnih osebah, obdobjih v umetnosti ali pa lastnosti poimenovane po ljudeh, ki so se z njimi odlikovali.

## Seznam znanih eponimov
- algoritem (Al Hvarizmi, iranski matematik)
- asasin (Assasini, fanatična muslimanska sekta iz 11. stoletja v Perziji)
- asfalt (Leopold von Asphalt, bavarski zemljiški posestnik)
- aspirin (Aspirin, tableta)
- atlas (Atlas, titan iz grške mitologije)
- baraba (Baraba, biblijski kriminalec)
- baud (Jean M. E. Baudot, francoski izumitelj)
- begonija (Michel Bégon, francoski svetnik)
- bigot (Nathaniel Bigot, angleški puritanec in učitelj)
- bojkot (Charles Boycott, irski agent)
- cepelin (grof Ferdinand von Zeppelin, nemški general)
- dagerotipija (Jacques Daguerre, francoski umetnik in kemik)
- decibel (Alexander Graham Bell, ameriški izumitelj)
- dizel (Rudolf Diesel, nemški inženir)
- doberman (Friedrich Louis Dobermann, nemški davčni izterjevalec, ki je pogosto s seboj vodil psa)
- dolomit (Deodat de Dolomieu, francoski geolog)
- favna (Faunus, rimski bog travnikov in gozdov, Favna, boginja plodnosti, oz. Favn, gozdni duh)
- flora (Flora, rimska boginja cvetja in mladosti)
- forzicija (William Forsyth, angleški botanik)
- giljotina (Joseph-Ignace Guillotin, francoski zdravnik)
- goljat (Golijat, biblijski orjak)
- hermafrodit (Hermafrodit, sin Hermesa in Afrodite)
- higiena (Higeja, grška boginja zdravja)
- huligan (Patrick Hooligan, irski razbojnik)
- iris (Iris, grška boginja nedolžnosti)
- kanibal (Canibales, Kolumbovo ime za nekatera ljudožerska plemena)
- kronologija (Kronos, grški bog časa)
- kvizling (Vidkun Quisling, norveški izdajalec)
- makadam (John Loudon McAdam, škotski inženir)
- marmelada (Joao Marmalado, portugalski čuvaj)
- mazohizem (Leopold von Sacher-Masoch, avstrijski pisatelj)
- mentor (Mentor, Odisejev prijatelj)
- narcisa (Narcis, lik iz grške mitologije)
- nestor (Nestor, grški starešina, kralj Pila)
- nikotin (Jean Nicot, francoski diplomat)
- onanija (Onan, biblijski lik)
- pasterizacija (Louis Pasteur, francoski kemik)
- penkalo (Eduard Slavoljub Penkala, hrvaški izumitelj)
- pralina (César de Choiseul, grof Plessis-Praslin, francoski feldmaršal)
- rentgen (Wilhelm Conrad Röntgen, nemški fizik)
- sadizem (Donatien Alphonse François de Sade, francoski pisatelj in vojak)
- saksofon (Adolphe Sax, belgijski izumitelj inštrumenta)
- sendvič (John Montagu, grof Sandwich, angleški diplomat)
- silhueta (Étienne de Silhouette, francoski politik)
- spunerizem (William Archibald Spooner, angleški profesor)
- šovinist (Nicholas Chauvin, Napoleonov vojak)
- šrapnel (Henry Shrapnel, angleški strkovnjak za orožje)
- vandal (Vandali, germanski narod)
- vesta (Vesta, rimska boginja ognja)
- vulkan (Vulkan, rimski bog ognja)
- žiletka (King Camp Gillette, ameriški poslovnež)

V eponime lahko spremenimo tudi besede, ki niso del standardnega jezika in se uporabljajo v pogovornem jeziku, kot na primer digitron (kalkulator), kalodont (pasta za zobe), eurokrem (namaz).
Prav tako lahko uporabimo tudi nazive obdobij ali gibanj - Francesco Petrarca-petrarkizem, Ibn Rušd-averoizem, marinizem, Karl Marx- marksizem, Jean Calvin - kalvinizem, Luis de Góngora y Argote - gongorizem, Zaratustra - zaratustrstvo, itd.
Številne merske enote so dobile naziv v čast slavnih znanstvenikov: amper, joule, farad, henry, newton, om, pascal, tesla, vat, weber, simens, coulomb, kelvin, volt, itd.
Tudi mnogi kemični elementi se imenujejo po mestu odkritja ali v čast neki osebi: Ajnštajnij, itd.